# 夷陵州
夷陵州，明朝时设置的州。
洪武九年（1376年）改峡州置，治所在今湖北省宜昌市。属荆州府。辖境相当今湖北省宜昌、远安、长阳、宜都等市县地。清朝顺治五年（1648年），改夷陵州为彝陵州。雍正十三年（1735年）升为宜昌府。